# Hétéropatriarcat
L’hétéropatriarcat (mot-valise de hétéronormativité et patriarcat) est un système sociopolitique dans lequel le genre masculin et l’hétérosexualité dominent d’autres genres et orientations sexuelles. C'est un terme qui souligne que la discrimination exercée sur les femmes et sur les personnes LGBTI a le même principe social machiste,,,,.

## Féminisme
D’après la vision féministe, le terme patriarcat fait allusion au père, comme l’acquisiteur du pouvoir familial et par conséquent perpétue la subordination des femmes au pouvoir des hommes[réf. nécessaire]. 

## Queer
Avec l’apparition de la théorie queer, entre les années 1980 et 1990, et le questionnement de l’hétérosexualité obligatoire et de la bicatégorisation de genre (h/f), cette domination non seulement se décrit en termes de sexe ou de genre (la domination de l’homme sur la femme ou le masculin sur le féminin), mais aussi en termes de sexualité (l’hétéronormativité, ou l’hétérosexualité par-dessus les autres orientations sexuelles et le cisgenre sur d’autres identités),,.